# MilkyWay (ハロー!プロジェクト)
MilkyWay（ミルキィウェイ）とは、アニメ『きらりん☆レボリューション』において、主人公「月島きらり」とその後輩「雪野のえる」「花咲こべに」により結成されたユニット、または、これらの声優を務める 当時モーニング娘。だった久住小春とハロプロエッグより選抜された北原沙弥香・吉川友により結成されたユニット（ハロー!プロジェクトに所属する女性歌手グループ、女性アイドルグループ）である。

## メンバー
- 久住小春（くすみ こはる、1992年7月15日 - ） - 月島きらり役で、服装・アイテムはピンク色。
- 北原沙弥香（きたはら さやか、1993年11月29日 - ） - 雪野のえる役で、服装・アイテムはライトブルー色。
- 吉川友（きっかわ ゆう、1992年5月1日 - ） - 花咲こべに役で、服装・アイテムはイエロー色。

## 概要
アニメ『きらりん☆レボリューション』内で主人公の「月島きらり」率いる3人組女性アイドルユニット。現実には、月島きらりの声優を担当している久住小春に加え、「雪野のえる」の声優を担当している北原沙弥香と「花咲こべに」の声優を担当している吉川友で構成される、きらりん☆レボリューションとハロー!プロジェクトとのコラボレーションユニットである。
歌手活動をするときは、片手に「きらりんスターライト☆タンバリン」という楽器を持ち、頭には「きらりんスターライト☆ヘッドセット」というマイクを装着している。
現実世界で活動するときは、本名は出さずに役名を使用する。また性格や行動もアニメと同じように振る舞っている。「きらり」「のえる」「こべに」の頭文字をとると「きのこ」となるため、きらりん☆レボリューション内でのMilkyWayのファンクラブの名前は「ザ☆きのこ軍団」である。

## 活動
2008年
- 3月3日、ハロー!プロジェクト公式ページにて久住小春と北原沙弥香・吉川友の新ユニットが結成されると発表[3][4]。
- 4月30日、1stシングル「アナタボシ」でデビュー[3][4]。
- 5月10日、クラブチッタにてデビューライブを開催[5]。
- 7月12日、「次世代ワールドホビーフェア '08 Summer」東京第1日目にて、『MilkyWay スペシャルステージ』[リンク切れ]を開催。
- 10月29日、2ndシングル「タンタンターン!」が発売された[6]。
- 11月1日 - 3日、東京厚生年金会館にて行われたモーニング娘。コンサートツアー 2008 秋 〜リゾナント LIVE〜に参加。
- 11月9日、東京JCBホール・12月7日、名古屋名鉄ホールで『きらりん☆レボリューション スペシャルライブ』を開催[7]。

2009年
- 3月26日、「きらりん☆レボリューション」最終回につきアニメ内で卒業を発表。
- 3月30日、愛知・つるまいプラザ（愛知県勤労会館）でコンサート・ライブ／Milky Way・SHIPS／きらりん☆レボリューションスペシャルライブ（ファミリー公演）を開催[8]。
- 5月4日、中野サンプラザにて開催された「きらりん☆レボリューションファイナルステージ[9]」において卒業宣言し、活動を終了。

2025年
- 1月2日、過去にリリースした楽曲を翌3日より各サブスクリプション型（定額制）音楽ストリーミングサービスで配信開始することを発表[10]。

## 作品

### シングル
1. アナタボシ（2008年4月30日、限定盤：EPCE-5556／通常盤：EPCE-5557）[3][4]
2. タンタンターン!（2008年10月29日、限定盤：EPCE-5580／通常盤：EPCE-5581）[6]

### シングルV
1. アナタボシ（2008年5月8日、EPBE-5288）
2. タンタンターン!（2008年11月5日、EPBE-5307）[11]

### 参加作品

#### アルバム
- きらりん☆レボリューション・ソング・セレクション3（2008年7月23日）
- きらりん☆レボリューション・ソング・セレクション4（2008年8月27日）
- プッチベスト9（2008年12月10日）
- きらりと冬（2008年12月17日）
- ベスト☆きらり（2009年3月11日）
- きらりん☆レボリューション・ソング・セレクション5（2009年3月18日）

#### DVD
- プッチベスト9 DVD（2008年12月10日）
- モーニング娘。コンサートツアー 2008 秋 〜リゾナント LIVE〜（2009年1月28日）
- きらりん☆レボリューション スペシャルライブ（2009年2月25日）
- きらりん☆レボリューション ファイナルステージ（2009年7月8日）

## 出演

### テレビ
- きらりん☆レボリューション（テレビ東京系）
- ハロモニ＠（2008年4月27日、テレビ東京）
- アニソンぷらす（2008年7月27日、テレビ東京）

### CM
- タカラトミー きらりんスターライト☆タンバリン／きらりんスターライト☆ヘッドセット／きらりんスターライト☆タンバリン&ヘッドセット（2008年）
- コナミ きらりん☆レボリューション みんなでおどろうフリフリデビュー!（2008年）
- アトラスきらりん☆レボリューション クルキラ☆アイドルDays（2008年、アーケードゲーム）